# Peder Svan
Nils Ragnar Peder Svan, född 13 januari 1935 i Örebro, död 13 oktober 2007, var en svensk lutsångare, kompositör och författare.
Svan ledde under åren 1990–1996 radioprogrammet Kom hör min vackra visa i P2 om den svenska visan och dess utövare. Själv sjöng han in omkring 200 titlar på grammofon och turnerade i Sverige, Finland, Danmark och USA från 1960. I bokform utgav han egna visor, noveller och versifierade tal samt bidrog därutöver i olika skrifter.
1964 blev han medlem i Samfundet Visans Vänner i Stockholm, där han också var ordförande i många år. Svan var Olrogstipendiat 2000 och fick Nils Ferlin-Sällskapets Trubadurpris 2006.

## Diskografi
SMDB
Discogs
1964 – Karlfeldt visor. Telefunken. SMDB
1965 – Anna-Maria Lenngren. Skaldestycken satta i musik. Telefunken. SMDB, Libris 11536486
1966 – Elias Sehlstedt. Sånger och visor. Philips. SMDB
1969 – Från Bellman till Taube. Telestar. SMDB, Libris 11536011
1971? – Anna-Maria Lenngren & Erik Axel Karlfeldt [samling]. Telestar. SMDB, Libris 11536398
1973 – Jeremias i Tröstlösa. Visor och dikter. Four Leaf Clover. SMDB
1976 – Litet bo jag sätta vill. Elias Sehlstedt. Telestar. SMDB, Libris 11535970
1979 – Emellan mig och dig. Evert Taube. Four Leaf Clover. SMDB, Libris 11536050
1980 – Visan vi inte minns [19 visor av 37], med Margareta Kjellberg och Jeja Sundström. SR Records. SMDB
1984 – Från kontor och hyreshus [egna visor]. Four Leaf Clover. SMDB
1994 – Kom hör min vackra visa [delvis äldre material]. Four Leaf Clover. SMDB
1998 – Visor och dikter av Elias Sehlstedt och Jeremias i Tröstlösa [samling?]. Four Leaf Clover. SMDB
2002 – Om kärleken sjunger jag. Four Leaf Clover. SMDB
2006 – Glädjens blomster. Four Leaf Clover. SMDB
2007 – Ett 1700-talsdivertissement [insp. 2003]. Four Leaf Clover. SMDB
Enstaka visor förekommer dessutom på olika samlingsalbum.